# Ilebo
Ilebo, bekend onder de voormalige naam Port-Francqui of Francquihaven (naar de Belgische geldmagnaat Émile Francqui), is een gebied en een plaats van de Democratische Republiek Kongo (Congo-Kinshasa). Deze stad ligt in de provincie Kasaï. De oppervlakte is 15 634 km². De nationale taal is Kikongo.
Deze stad bevindt zich nog net op het bevaarbare deel van de rivier Kasaï. Hij is verbonden met Kinshasa per boot en per spoor met Lubumbashi; zowel de spoorlijn als de haven zijn eigendom van een staatsbedrijf.
Op 1 december 1960 werd Patrice Lumumba door troepen van Mobutu in Francquihaven gearresteerd. Hij werd gevangengenomen en werd geboeid naar Leopoldstad gevlogen.